# Nuova Serbia
Nuova Serbia (in serbo: Нова Србија, Nova Srbija) è un partito politico nazional-conservatore attivo in Serbia dal 1997, suo leader è Velimir Ilić.
Il partito si è affermato in seguito ad una scissione dal Movimento del Rinnovamento Serbo (SPO).
Alle elezioni parlamentari del 2000 NS si presenta nella coalizione Opposizione Democratica di Serbia, che in quell'anno riuscì ad abbattere il regime di Slobodan Milošević.
Alle elezioni parlamentari del 2003 il partito decide di riallearsi con il Movimento del Rinnovamento Serbo. La coalizione arriva al terzo posto col 7% circa dei voti e NS ottiene 9 seggi, entrando a far parte del governo.
Alle elezioni parlamentari del 2007 si è presentato congiuntamente al Partito Democratico di Serbia del Primo ministro Vojislav Koštunica, NS ottiene 10 seggi.
Alle elezioni parlamentari del 2008 il partito si è ripresentato col Partito Democratico di Serbia e la coalizione si è piazzata al terzo posto con circa 11,6%, dietro il Partito Democratico di Boris Tadić e il Partito Radicale Serbo di Vojislav Šešelj. Nuova Serbia ha ottenuto 9 seggi.
Alle elezioni parlamentari del 2012 NS si è alleato con il Partito Progressista Serbo (SNS) di Tomislav Nikolić nella coalizione Attiviamo la Serbia ottenendo 8 seggi. NS insieme ai suoi alleati dopo le elezioni è entrata nel nuovo governo e Ilic è diventato ministro per le infrastrutture e l'urbanismo.
Alle elezioni parlamentari del 2014 NS sempre alleata coi Progressisti ha ottenuto 6 seggi e Ilic è stato confermato ministro nel governo di Aleksandar Vučić.
Alle elezioni parlamentari del 2016 NS coalizzata con SNS ha ottenuto 5 seggi.